# Burg Daun

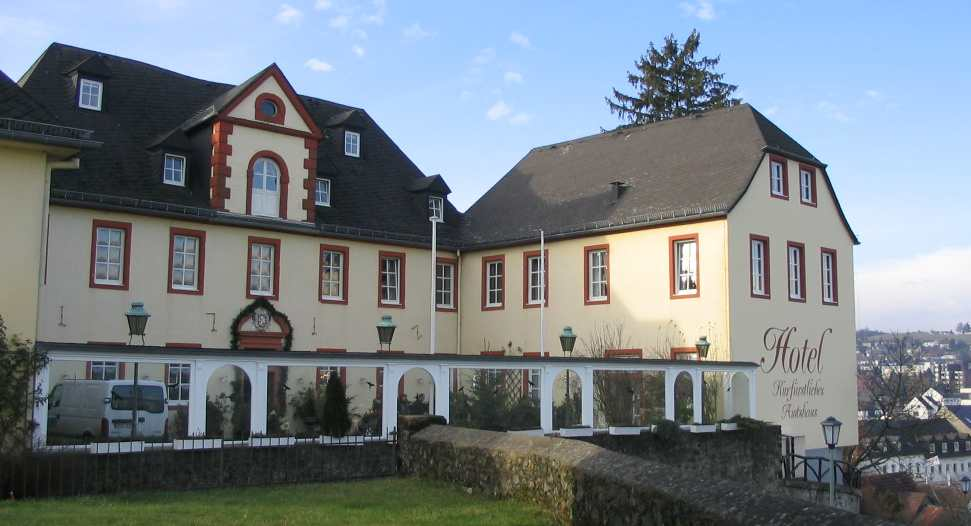
Amtshaus in Daun

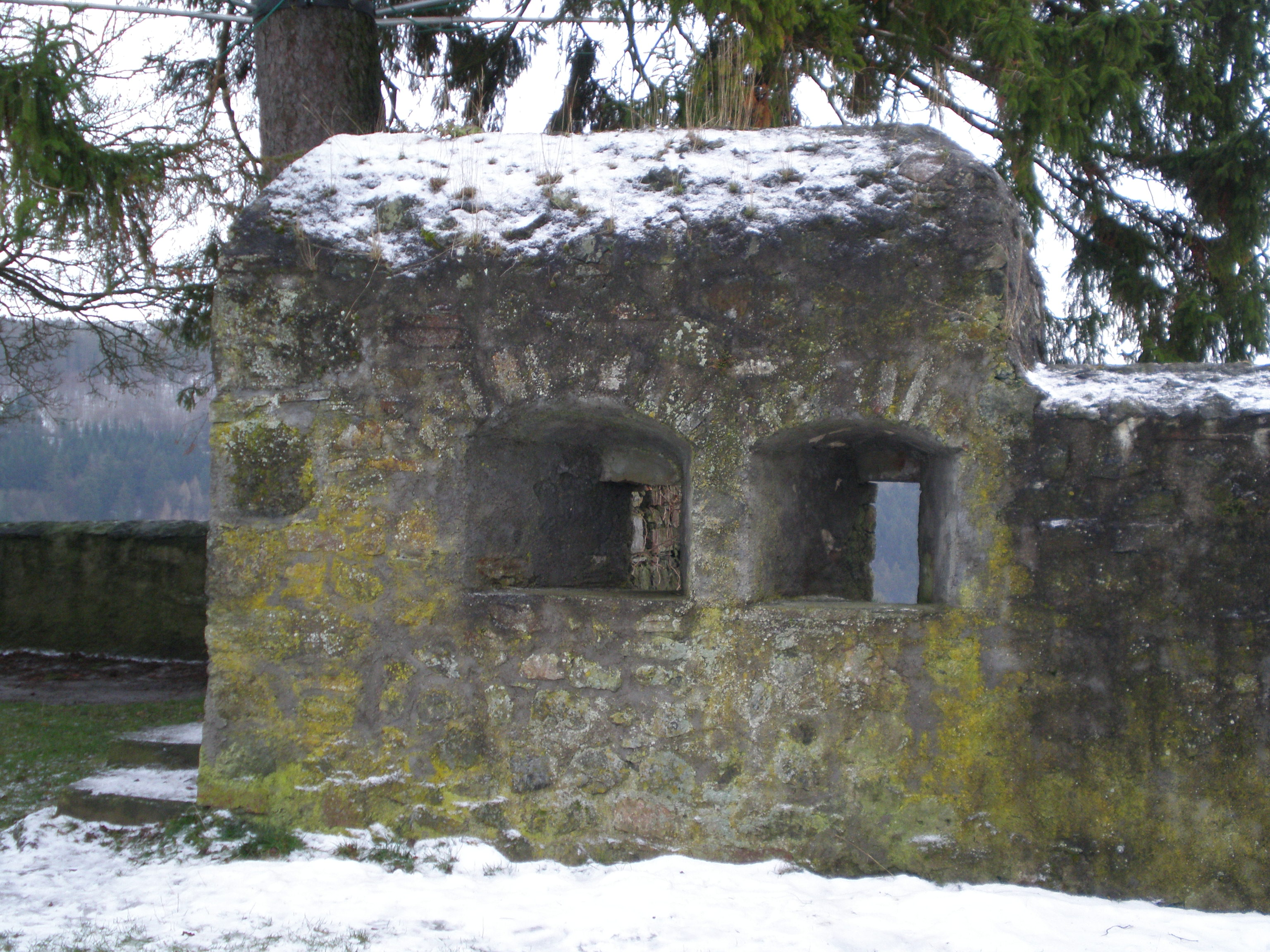
Basteiturm an der Umfassungsmauer

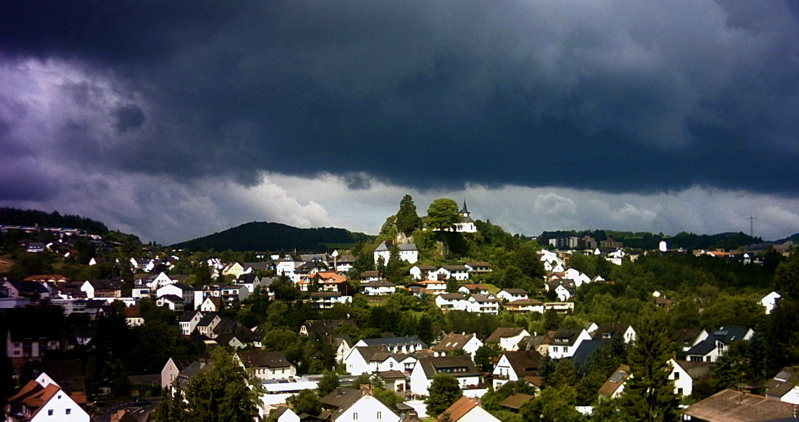
Stadt Daun mit Burgberg (mittig)

Die Burg Daun ist die Ruine einer Höhenburg in der Vulkaneifel. Sie war Stammburg der Herren zu Daun, zu Oberstein an der Nahe, zu Densborn bei Gerolstein, zu Bruch bei Wittlich und Zievel bei Euskirchen. Vor der Zeit der Dauner Herren und späteren Grafen war der Basalthügel vermutlich eine keltische Fliehburg und in der Folgezeit ein römischer Wachtpunkt.
Die Burg ist mehrfach zerstört worden, zuletzt im Pfälzischen Erbfolgekrieg 1689 durch französische Truppen Ludwigs XIV., wie die meisten Eifelburgen. Heute sind von der ehemaligen, vermutlich über 1000 Jahre alten Burganlage nur noch eine Ringmauer und ein Basteitürmchen mit Schießscharten erhalten.
Das Amtshaus, das durch mehrere Um- und Anbauten aus dem Jagdschloss von 1712 des Kurfürsten Karl III. Joseph von Lothringen hervorging, wird heute als Hotel genutzt.
Unterhalb der Burg befinden sich mehrere restaurierte Burgmannenhäuser, die ebenfalls unter Denkmalschutz stehen.

## Geschichte
Aus der Zeit um 700 v. Chr. konnte durch Einzelfunde eine Fliehburg der Kelten nachgewiesen werden. Um 50 v. Chr. befand sich auf dem Gelände eine befestigte Warte der Römer, wie aus dem Fund eines Grabmals geschlossen werden kann.
Gegen Ende des 9. Jahrhunderts wurde die Burg Daun als Stadtwohnsitz der auf der „Altenburg“ bei Schalkenmehren residierenden Herren von Daun gebaut. Sie starben 1163 aus. Ein Ministeriale (unfreier Dienstmann) dieses Geschlechtes, Richardus de Duna, übernahm sodann die Burg und auch den Namen und das Wappen seiner früheren Herren. Er begründete damit das zweite Dauner Adelsgeschlecht.
Mitte des 14. Jahrhunderts bestand Daun aus der Burg und der eng an den steilen Fels gebauten Stadt. Daun hatte Stadtrechte, Burgmannen nahmen für den Burgherrn, Ägidius von Daun, genannt „der tolle Gilles“, den Zoll ein. Ägidius hatte die Stadt Daun von König Johann von Böhmen aus dem Haus Luxemburg 1340 zu Lehen erhalten. Er tat sich als unparteiischer Schiedsrichter in einigen Streitigkeiten hervor, doch verbündeten sich einige kleinere Ritter gegen ihn. Ägidius gewann diesen Streit 1348 und söhnte sich mit seinen Feinden aus. Doch die Intrigen und Klagen über Raubritter in seinem Amtsbereich häuften sich. Hinzu kam, dass die Herrschaft Daun zwischen zwei Erzbistümern, Kurtrier und Kurköln, eingeklemmt war.
1352 war ein Kriegszug von König Johanns Onkel, dem Trierer Erzbischof Balduin von Luxemburg, gegen Daun durch einen Friedensvertrag beigelegt worden, Einzelheiten sind nicht dokumentiert. Gilles wurde zu Schadensersatz verpflichtet, kam aber nicht zur Verhandlung. Er fühlte sich ungerecht behandelt. Ein Jahr später taten sich die Erzbischöfe Balduin von Trier und Wilhelm von Köln zusammen, um die Burg Daun unter dem Vorwand, Gilles sei ein Raubritter, einzunehmen. Schließlich wurde die Burg erobert und Gilles in die Lehnsnehmerschaft zu Balduin gezwungen. Die Burg wurde dabei jedoch kaum beschädigt. Seitdem gehörte Daun landesherrlich zum Kurfürstentum Trier, geistlich weiterhin zum Erzbistum Köln. Die Burgmannenhäuser unterhalb der Burg sowie die Stadt wurden geschleift und zerstört. Das Burggebäude selbst wurde aufgeteilt. Ägidius musste, um Schadensersatz zu leisten, sich hoch verschulden und daher große Teile seines Amtes und das Haus Nannstein an Balduin verkaufen. So erhielt Balduin von Trier das Haus Nannstein, einen Turm und den Burgring. Das Haus Rodemacher mit eigener Mauer erhielt Wilhelm von Köln. Doch zwei Jahre später lebte Gilles wieder auf der Burg, er hatte also Wohnrecht darin. Seither unterstanden die Herren von Daun mit ihren zahlreichen hörigen Ortschaften im Eifel-Mosel-Raum dem Erzstift Trier.
In den späteren Jahrzehnten teilten sich mehrere Zweige der Familie die Häuser in der Form einer Ganerbenburg. Der Enkel des Ägidius, Johann, hatte vor, die Stadt Daun 1398 wieder aufzubauen, das kam aber nicht zustande. Das neue Daun wurde auf der anderen Seite der Burg angelegt, die steile Seite zur Lieser hin wurde erst im 19. Jahrhundert wieder besiedelt.
1643 wurden die Burgherren in den Reichsgrafenstand erhoben und nannten sich nun „Grafen und Herren von und zu Daun“. Der letzte Graf, der die Burg Daun bewohnte, war Philipp Ernst von und zu Daun. 1657 trat sein Bruder, Wilhelm Johann Anton Graf Daun, in österreichische Dienste. Sein Sohn Graf Wirich Philipp von und zu Daun machte dort militärische Karriere, und dessen Sohn Leopold Joseph von Daun, Generalfeldmarschall der Maria Theresia von Österreich und Fürst von Tiano, erlangte im Siebenjährigen Krieg Berühmtheit. Auch diese Linie der Grafen von Daun starb im 18. Jahrhundert aus.
Das Gebäude war seit dem Dreißigjährigen Krieg stark beschädigt, aber für eine Renovierung fehlten die Mittel. 1637 hatte die Pest die Hälfte der Bevölkerung hingerafft, es gingen so gut wie keine Steuern mehr ein. Plündernde Soldaten zogen noch lange nach Ende des Krieges durch das Land. Seit dem Tod des Grafen Philipp Ernst 1671 wurden die Gebäude von den Amtmännern des Kurfürsten genutzt. Ein Teil des eingenommenen Zehnten ging an die Nachkommen in Österreich. 1689 wurden Stadt und Burg durch französische Truppen des Königs Ludwig XIV. zerstört, die im Pfälzischen Erbfolgekrieg die meisten Schlösser und Burgen der Eifel und der Pfalz niederrissen. Die Stadt wurde ausgeplündert und die katholische Kirche als Pferdestall verwendet.
Der nächste Trierer Kurfürst Karl Joseph von Lothringen ließ 1712 das stark zerstörte Haupthaus als Jagdschloss wieder aufbauen. Sein Wappen ist heute noch über dem Haupteingang zu sehen, es wurde in den 1990er Jahren restauriert. Den Neubau des Schlosses hatten die Nachkommen des früheren Grafen, die in Österreich lebten, mitzufinanzieren. Die Trümmer der übrigen Gebäude und der restliche Besitz an Liegenschaften wurden darum von der Erbengemeinschaft 1714 an den Kurfürsten verkauft. Sie behielten sich lediglich den Besitz an der Burg vor, doch war bald klar, dass die Mieteinnahmen die Kosten für die Instandhaltung nicht deckten. Sie verkauften darum 1722 dem Kurfürsten Franz Ludwig die halb zerfallene Burg und alle Besitzrechte.

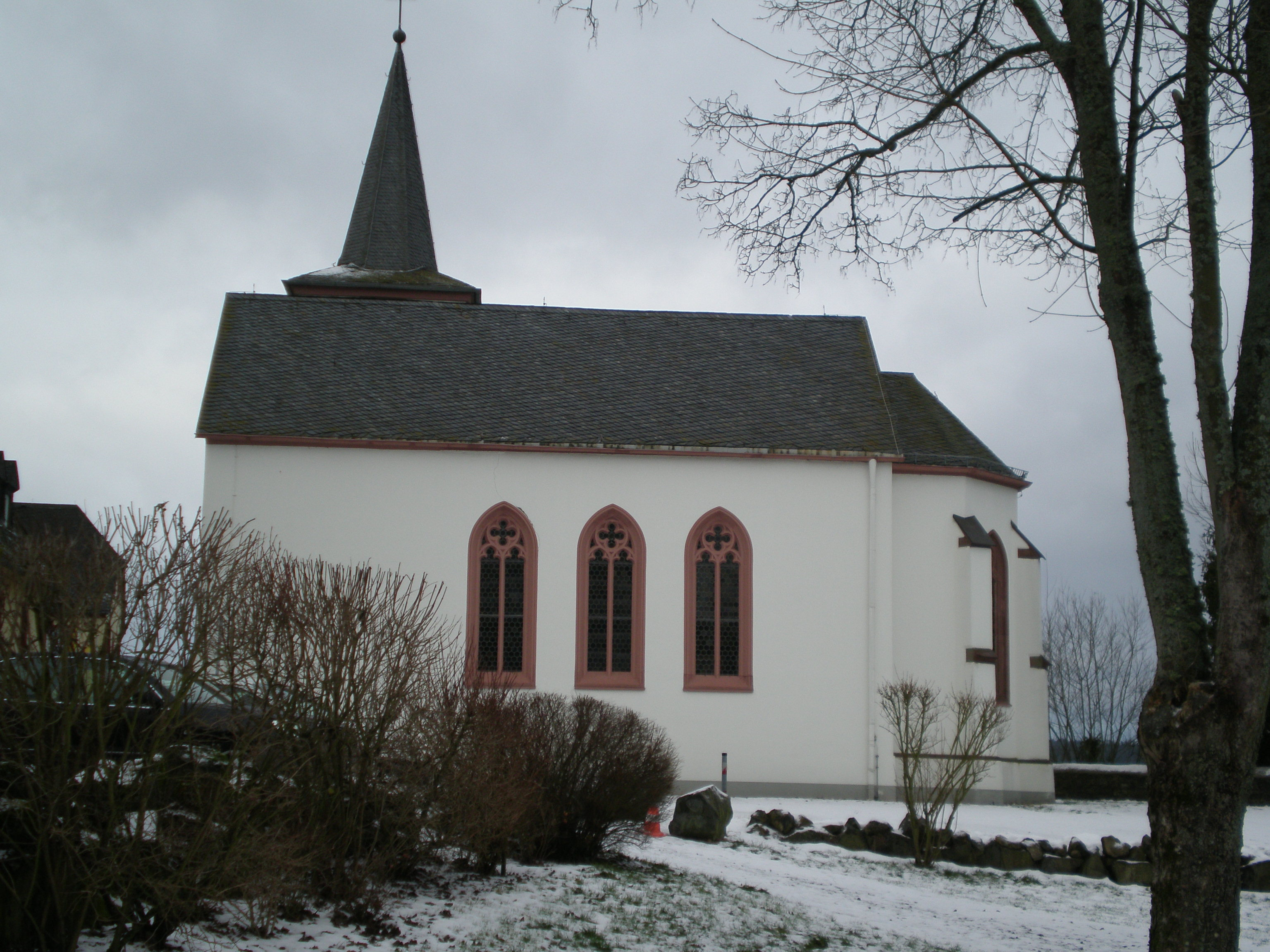
Evangelische Kirche auf dem Burggelände; hinten rechts: Umfassungsmauer, hinten links: Amtshaus

Im Jahre 1793, während der Französischen Revolution, wurde das Kurfürstentum beschlagnahmt und alle Besitzungen versteigert. Die Burg Daun war nun herrenlos und stand lange leer und wurde von der Besatzung weiter zerstört und verwüstet. 1815 kamen Ort und Burg Daun in preußischen Besitz. Daun wurde Sitz der Oberförsterei, das Amtmannshaus diente als Verwaltungsgebäude. Am Ostende der Burganlage steht heute noch eine große Scheune (Zehntscheune) mit Krüppelwalmdach aus dem Jahre 1740 mit dem Trierer Kreuz im Schlussstein des breiten Tores.
Auf dem Burggelände wurde 1865 bis 1867 eine evangelische Kirche im neugotischen Stil erbaut. Sie war vornehmlich für die preußischen Beamten gedacht, da die Bevölkerung des ehemaligen Kurfürstentums damals größtenteils katholisch war.
1948 übernahm das Land Rheinland-Pfalz die Hoheitsrechte. 1957 wurde die Stadt Daun Eigentümerin der Burg. 1978 ging das Hauptgebäude in privaten Besitz über und wurde in den folgenden Jahren zu einem Hotel (Schloss-Hotel Kurfürstliches Amtshaus) ausgebaut.